# John Bock
Pour les articles homonymes, voir Bock (homonymie).
John Bock est un artiste allemand né en 1965 à Gribbohm en Allemagne. 

## Biographie
Il a étudié à Hambourg. Il réside et travaille à Berlin.

## Œuvre
Bock est un artiste multimédia, principalement connu pour ses performances. Depuis 1991, il crée des environnements à partir de matériaux trouvés, qui fonctionnent comme supports symboliques de ses « exposés ». Plus récemment, il s'est tourné vers une production vidéo-filmique.
Dans ses « exposés », Bock discourt à partir de scènes construites à partir de tables, d'armoires ou de constructions en bois multi-niveaux. Les objets sont faits à la main ou réutilisés comme accessoires de la conférence, par exemple : des vêtements, des appareils électriques tels que des aspirateurs ou des mélangeurs, ou des « diagrammes plastiques », qui illustrent selon lui ses démonstrations mathématiques. Après la conférence, ils sont laissés sur la scène, qui forme donc un « collage théâtral ». Les exposés sont structurés par différentes scènes dans lesquelles Bock travaille parfois avec des acteurs amateurs. Souvent, il fait jouer des chansons pop ou des morceaux de musique classique à partir d'un lecteur de disques. La conférence est enregistrée en majeure partie sur vidéo. Le film est ensuite intégré dans l'installation, documentant la conférence tout au long de l'exposition.
Bock est professeur de sculpture à l'Académie des Beaux-Arts de Karlsruhe depuis 2004.

## Expositions
Bock a participé à de nombreuses expositions internationales comme la Biennale de Venise (1999 et 2005) et la documenta 11 de Cassel (2002). Il a également eu des expositions personnelles dans un certain nombre d'institutions internationales, y compris au MoMA et au New Museum à New York, à l'Institut d'art contemporain Kunst-Werke à Berlin, à la Kunsthalle de Bâle, au Palais de la sécession de Vienne, et à l'Institute of Contemporary Arts de Londres.
Il a participé à diverses expositions de groupe dont « Martian Museum of Terrestrial Art », Centre Barbican et « Rire dans une langue étrangère », The Hayward Gallery, toutes deux à  Londres en 2008. 
John Bock: Maltreated Fregate, une monographie de son œuvre, a été publiée par Walther Koenig Ltd, 2007.
Bock est représenté par la Galerie Klosterfelde de Berlin, l'Anton Kern Gallery, New York, et le Regen Project à Los Angeles.
Quelques expositions choisies :
- « Im Modder Der Summenmutation », Bundeskunsthalle, Bonn, Allemagne (2013).
- « Lecker Puste (Delicious Breath) », Métamatics Research Initiative, performance à The Watermill Center, Watermill, NY, États-Unis (2012).
- « Stapelung », P.S.1. MoMA, New York, NY, États-Unis (2007).
- « Klutterkammer », Institute of Contemporary Arts, Londres, Royaume-Uni (2004).
- « ApproximationRezipientenbedürfniscomaUrUltraUseMaterialMiniMaxi », 48e Biennale de Venise, Italie (1999).
- « MienGribbohmWien (My Gribbohm Vienna) », Sécession viennoise, Vienne (1998).

## Conférences
- « La direction articulée graissée dans les bagages s'emmêle avec la chemise blanche » (en allemand : Die abgeschmierte Knicklenkung im Gepäck verheddert sich im weissen Hemd) à la Haus der Kulturen der Welt, Berlin, Allemagne (2009).
- « Aller Anfang ist Merz – von Kurt Schwitters bis heute », Musée Sprengel, Hanovre, Allemagne (6 juin 2000).